# Grigore al III-lea de Neapole
Grigore al III-lea (d. martie 870), a fost duce de Neapole de la anul 864 până la moarte.
Grigore era fiul mai vîrstnic al ducelui anterior, Sergiu I de Neapole cu Drusa, fiind numit de către acesta co-regent încă din 850, succedând ca duce unic din 864. El a fost consemnat ca un învățat, fluent în greacă și latină.
În timpul domniei sale, frații lui au jucat un rol semnificativ în conducerea statului. Astfel, fratele său Cezar a fost amiralul său, Athanasie a fost episcop al orașului Napoli, iar Ștefan  a fost episcop de Sorrento. Mai tîrziu, Ștefan va deveni la rîndul său episcop de Napoli, sub numele de Ștefan al III-lea. Tatăl lor, Sergiu I se aliase anterior cu gastaldul Landulf de Suessola și Sessa, fiu al lui Lando I, conte de Capua.
În 859, Grigore a primit titlul bizantin de magister militum. În luna mai a aceluiași an, a expediție majoră comună cu trupe recrutate din Salerno, Napoli și Amalfi a pornit în marș asupra Capuei, în frunte cu Cezar și Grigore. Contele Lando I se afla în acel moment paralizat, iar fiul său, Lando II a luat armele pentru apărarea orașului. El a reușit să înfrânga trupele coaliției, în număr de 7.000 de oameni, la podul din Teodemondo, pe râul Volturno. Cezar a fost capturat împreună cu 800 de soldați și trimis la Capua ca semn al triumfului. Cronicarul Erchempert plasează bătălia în data de 8 mai, în ziua în care se celebra Arhanghelul Mihail, al cărui cult era popular în rândul longobarzilor. Este, prin urmare, un fapt semnificativ că longobardul Lando al II-lea a obținut o victorie asupra unor trupe grecești tocmai în ziua respectivă.
Înainte de a muri, ducele Sergiu l-a îndemnat pe fiul său să urmeze sfaturile fratelui său episcop, Athansie, care era un familiaris al  împăratului Ludovic al II-lea și totodată legat papal cu legături în Curia romană. În 866, l-a însoțit personal pe Ludovic în atacurile acestuia asupra Capuei, Salerno și Amalfi. Cu toate acestea, în primăvara lui 867 el s-a oferit pe sine și ducatul său împăratului Vasile I al Bizanțului și a început din nou să emită monezi bizantine efigia lui Vasile. Grigore s-a îmbolnăvit grav în februarie 870 și a lăsat guvernarea în mâinile fiului său, Sergiu al II-lea, după care a decedat în luna martie.